# كاكيغوري

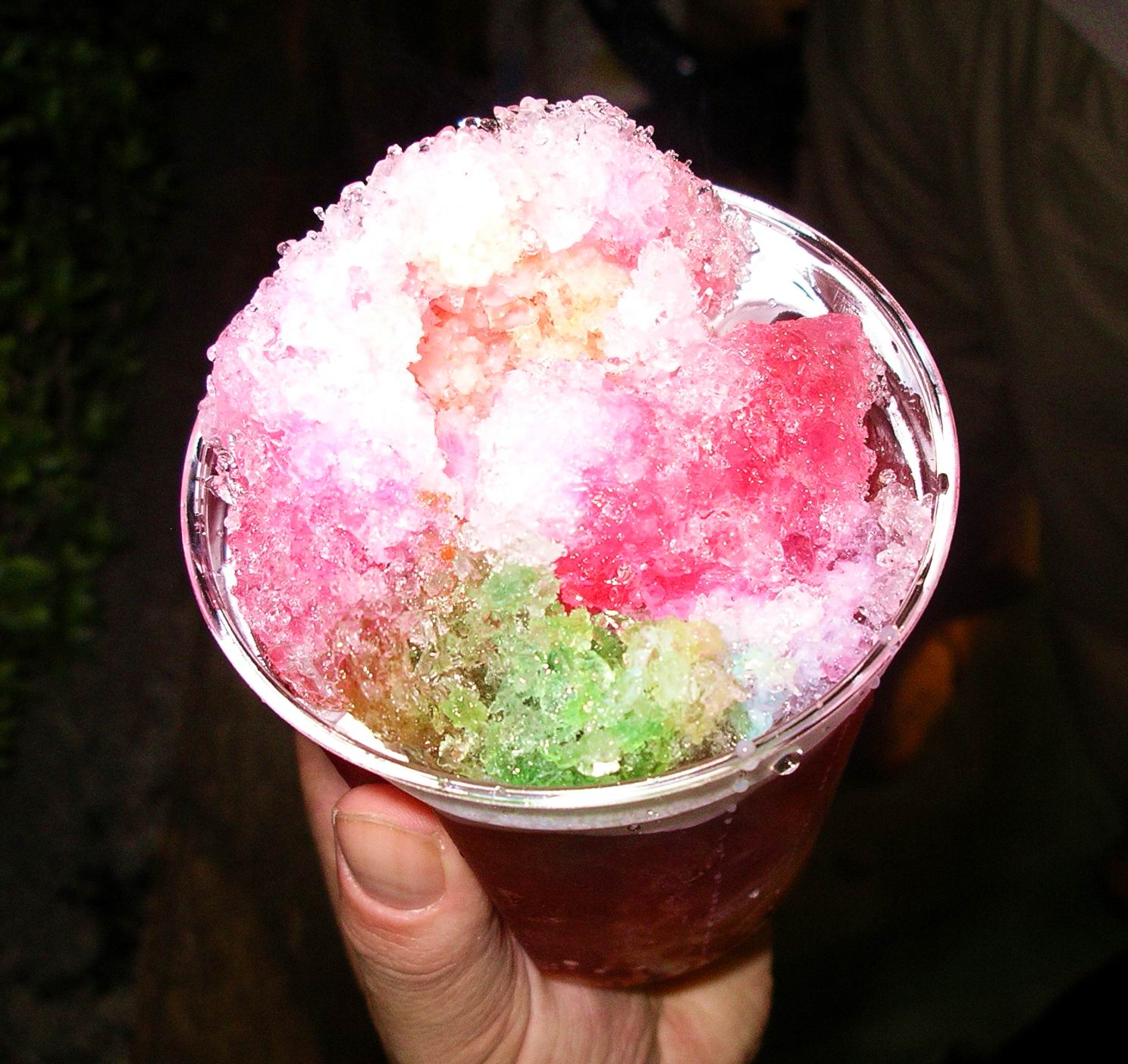
كاكيغوري

كاكيغوري (باليابانية: かき氷) هي نوع من أنواع المثلجات اليابانية المبشورة يتم تناولها على التحلية ومتوفرة بعدد كبير من النكهات. يتم تنكيهها عن طريق الشراب ويضاف لها بشكل شائع جدا حليب مكثف من بعد ذالك.

## تاريخ الكاكيغوري
تعود أصول الكاكيغوري إلى فترة هييآن في التاريخ الياباني، في ذالك الوقت كان يتم بشر كتل الجليد التي كانت تحفظ خلال الأشهر الباردة ويتم تقديمها مع شراب حلو المذاق للأرستقراطيين اليابانيين خلال فصل الصيف. لقد تمت الإشار إلى أصل مثلجات كاكيغوري في كتاب الوسادة، وهو كتاب ملاحظات كتبه سي شوناغون، الذي خدم البلاط الإمبراطوري خلال فترة هييان. أصبح الوصول إلى مثلجات الكاكيغوري أكثر سهولة في القرن التاسع عشر، عندما أصبح الجليد متاحًا على نطاق واسع للجميع خلال فصل الصيف. يُعتقد أن أول متجر للكاكيغوري قد تم افتتاحه في يوكوهاما عام 1869.
يُعرف الـ25 من يوليو بإسم يوم الكاكيغوري في اليابان نظرًا لأن نطقه يبدو مشابهًا لنطق جليد الصيف في اللغة اليابانية. سبب آخر لكون 25 يوليو هو يوم الكاكيغوري وهو أنه في ذلك اليوم من عام 1933، كان هناك ارتفاع قياسي في درجة الحرارة في اليابان.

## الوصف
تستخدم الطريقة التقليدية لصنع الكاكيغوري آلة ذات مرفق يدوي لتدوير كتلة من الجليد فوق شفرة بشر. على الرغم من استخدام ماكينات البشر الكهربائية في أغلب الأحيان، لا يزال من الممكن رؤية الباعة الجائلين وهم يبشرون مكعبات الثلج يدويًا عن طريق الشفرة في فصل الصيف.
بدلاً من الثلج المنكه، يُصنع الكاكيغوري تقليديًا من الجليد النقي، في الكثير من الحالات، يكون كتلة مجمدة من المياه المعدنية. غالبًا ما يتم أخذ الثلج المستخدم من الينابيع الطبيعية، ثم يتم تبريدها بعد ذلك لتحقيق جودة مثالية للبشر. قبل التبريد، الكهوف الجبلية أو البيوت الجليدية هي الطريقة التقليدية لتخزين جليد الكاكيغوري.
إنه مشابه لمخاريط الثلج ولكن مع بعض الاختلافات الملحوظة وهي: إنه يحتوي على تناسق جليدي رقيق أكثر سلاسة، يشبه إلى حد كبير الثلج المتساقط، ويتم استخدام الملعقة دائمًا لأكله. يتميز نسيج الجليد للكاكيغوري عن الأنواع الأخرى من الحلويات المثلجة (المثلجات). نظرًا لهذا الاختلاف في التركيب، تمت ترجمة الكاكيغوري أيضًا باسم "Angel Snow"، أو باللغة العربية "ثلج الملاك" والذي ربما يبدو أكثر جاذبية.
النكهات الشعبية لمثلجات الكاكيغوري اليابانية المبشورة هي: الفراولة، الكرز، الليمون، الشاي الأخضر، العنب، البطيخ، "بلو هاواي"، والبرقوق الحلو. تقدم بعض المتاجر أصنافًا ملونة من الكاكيغوري بإستخدام شرابين أو أكثر. لتحلية الكاكيغوري، غالبًا ما يُسكب الحليب المكثف أو المبخر فوقه.

لافتة كاكيغوري

بالإضافة إلى بيع مثلجات الكاكيغوري المبشورة في أكشاك الشوارع، يتم بيعها أيضا في المهرجانات اليابانية والمتاجر الصغيرة والمقاهي وصالات الكاكيغوري المتخصصة والمطاعم. يتم تحضير مثلجات الكاكيغوري أيضا بشكل متكرر من قبل العائلات في المنازل. خلال أشهر الصيف الحارة، تُباع مثلجات الكاكيغوري المبشورة تقريبًا في كل مكان في اليابان. خاصة في المهرجانات والمعارض الصيفية مثل مهرجانات ماتسوري وبون أودوري، والتي يتم تقديمها غالبًا جنبًا إلى جنب مع الأطعمة الأخرى في الشوارع مثل الياكيسوبا الوتاكوياكي وحلوى القطن. الكاكيغوري هي إحدى الميزات الصيفية في اليابان. تقدم بعض المتاجر الكاكيغوري مع المثلجات والفاصوليا الحمراء المحلاة.
يعد العلم الذي يحمل رمز الكانجي (氷) الذي يرمز للثلج طريقة شائعة وتقليدية للمتاجر للإشارة إلى أنها تقدم مثلجات الكاكيغوري.

## الشيروكوما
الشيروكوما (白熊 أو し ろ く ま) ، هو نوع من الكاكيغوري. يتكون الشيروكوما من ثلج مبشور بنكهة الحليب المكثف, الموتشي الملون الصغير، الفواكه ومعجون الفاصوليا الحلوة. غالبا ما يستخدم برتقال الماندرين، الكرز، الأناناس والزبيب لصنع الشيروكوما.

## الأوجيكينتوكي

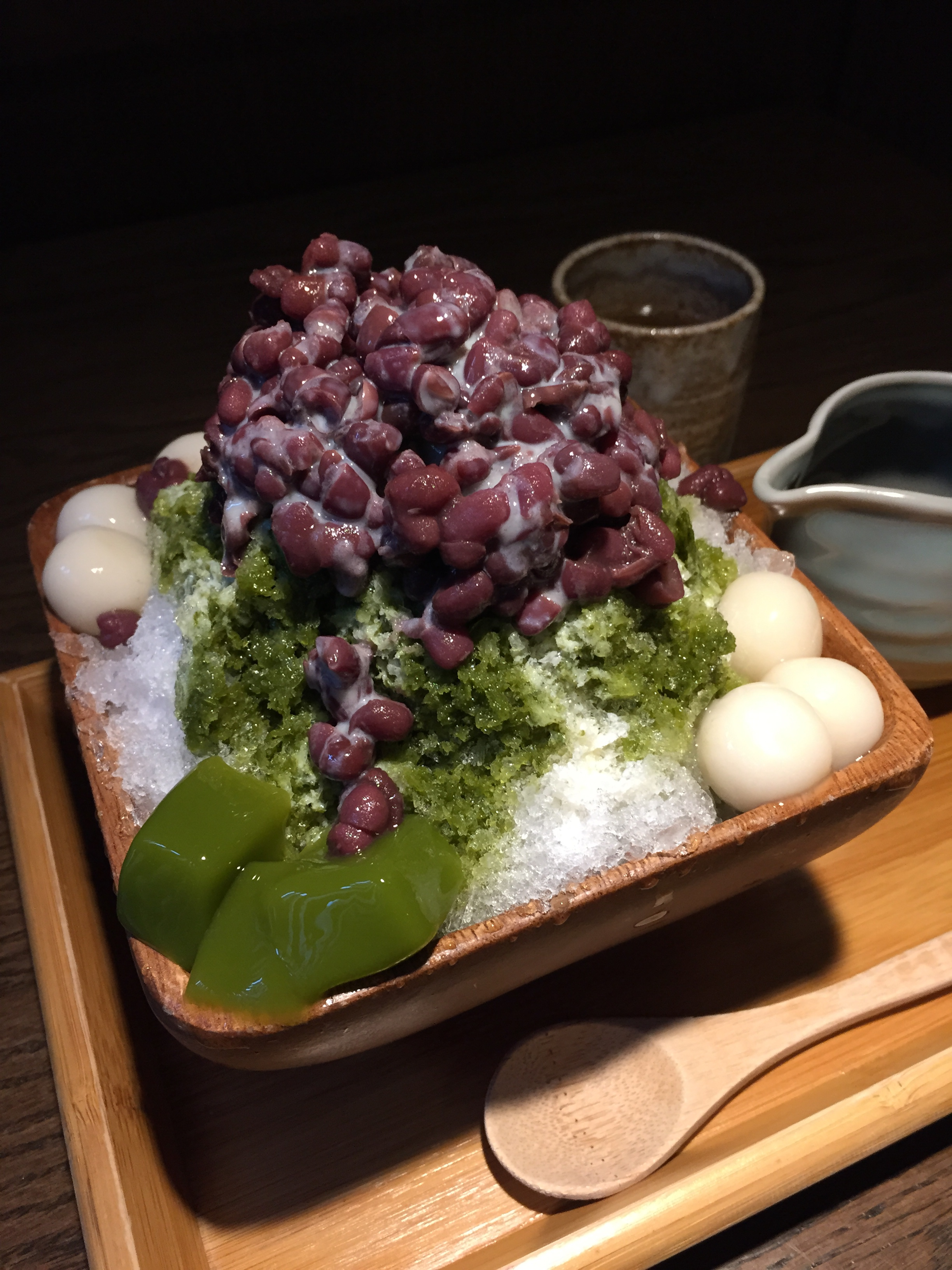
الأوجيكينتوكي

الأوجيكينتوكي (باللغة اليابانية: 宇 治 金 時 أو う じ き ん と き) هو نوع من الكاكيغوري مصنوع من قطع الثلج، شراب الشاي الأخضر المنكه، معجون الفاصوليا الحلو، الموتشي ومثلجات الشاي الأخضر (抹茶 ア イ ス ク リ ー ム ، ماتشا أويسو).

## أصناف أخرى

### ياكيغوري
الياكيغوري (焼 き 氷) هو نوع من مثلجات الكاكيغوري المبشورة تختلف من ناحية أن يتم سكب الخمور، غالبًا البراندي في الأعلى ثم يتم إشعال النار بها. الياكيغوري يحتوي أحيانًا على صلصة الكراميل أو المثلجات أو الفراولة أو الأناناس.

## شاهد أيضا
- كوريكوبو : الأواني الزجاجية المخصصة التي كانت تستخدم بشكل أساسي في الكاكيغوري قبل الحرب العالمية الثانية. ( المقال متاح حاليا فقط باللغة اليابانية )

### أطباق مماثلة في الثقافات الأخرى
- تشواه بينج : مثلجات تايوانية مبشورة
- بينغسو : مثلجات كورية مبشورة
- هالو هالو : مثلجات فلبينية مبشورة (مشتق من الكاكيجوري اليابانية)

## روابط خارجية
- 天文館 む じ ゃ き(اليابانية)
- か ご し ま 遊 楽 館(اليابانية)
- セ イ カ 食品 株式会社 ： 南国 白 く ま(اليابانية)
- 鹿 児 島 山形 屋(اليابانية)
- يمكنك أن تأكل دبًا قطبيًا في Kagoshima Rocket NEWS 24 (باللغة الإنجليزية)